# Vinodolska općina
Vinodolska općina je općina u Hrvatskoj. Nalazi se u Primorsko-goranskoj županiji. Administrativno središte općine je naselje Bribir.

## Zemljopis
Obuhvaća četiri naselja: Drivenik, Tribalj,  Grižane-Belgrad i Bribir u Vinodolskoj dolini. Općinom prolazi cesta Hreljin – Novi Vinodolski, paralelna s Jadranskom magistralom.

## Stanovništvo
Prema popisu stanovništva iz 2021. godine, Vinodolska općina broji sveukupno 3226 stanovnika.
| broj stanovnika | 8476  | 9254  | 9614  | 9882  | 10309 | 9907  | 8965  | 7612  | 4975  | 4983  | 4445  | 4326  | 3789  | 3592  | 3530  | 3577  | 3226  |
|                 | 1857. | 1869. | 1880. | 1890. | 1900. | 1910. | 1921. | 1931. | 1948. | 1953. | 1961. | 1971. | 1981. | 1991. | 2001. | 2011. | 2021. |

## Povijest
Vinodol je naseljen još u kameno doba, a u 2. stoljeću prije Krista Rimljani ga nazivaju Vallis vineariae te kroza nj grade cestu prema Dalmaciji. Dolaskom Hrvata Vinodol dobiva današnje ime. Znamenite plemićke obitelji Frankopani i Zrinski ostavili su duboki trag u povijesti Hrvatske i Vinodola. Frankopani su izgradili devet kaštela, čiji su predstavnici bili i potpisnici Vinodolskog zakonika iz 1288. godine, najstarijeg sačuvanog pravnog dokumenta na hrvatskom jeziku. Na teritoriju današnjeg Vinodola tri su od devet kaštela: Drivenik, Grižane i Bribir te Badanj koji datira iz antičkih vremena.

## Poznate osobe
- Juraj Julije Klović, slikar
- Antun Barac, književni povjesničar, književni kritičar i prevoditelj
- Josip Pančić, botaničar i profesor prirodnih znanosti
- Mihovil Kombol, književnik, književni povjesničar i prevoditelj

## Šport
• NK Turbina Tribalj

## Vanjske poveznice
|  | Zajednički poslužitelj ima još gradiva o temi Vinodol |

- Službena stranica
- Turistička zajednica Vinodolske općine